# British Museum (London Underground)

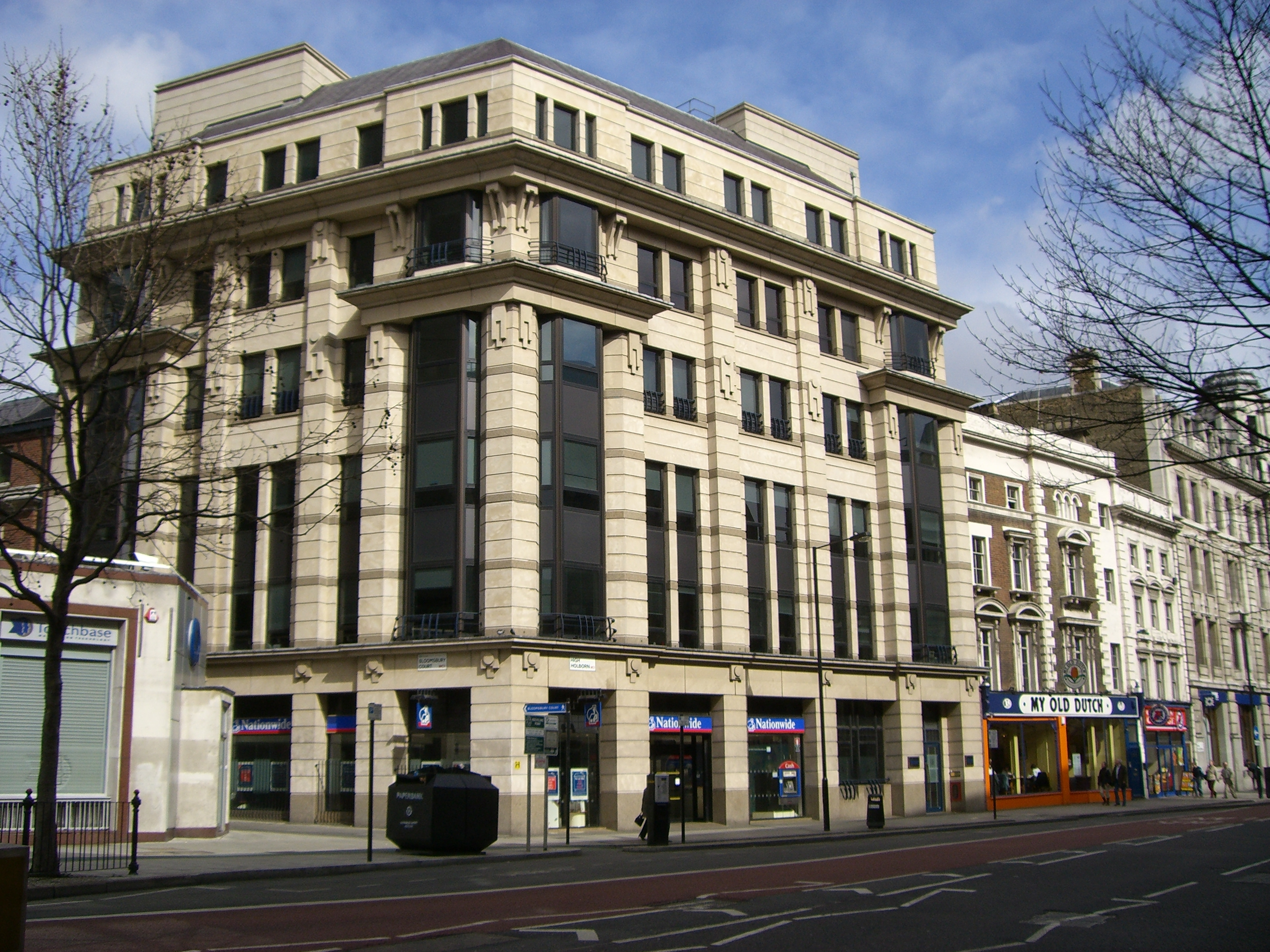
Gebäude der Nationwide Building Society, Standort der einstigen U-Bahn-Station British Museum

British Museum ist eine geschlossene Station der London Underground. Sie liegt an der Central Line zwischen den heutigen Stationen Holborn und Tottenham Court Road. Der Eingang der nach dem British Museum benannten Station befand sich an der Kreuzung von High Holborn und New Oxford Street.

## Geschichte
Die Central London Railway (Vorgängergesellschaft der Central Line) eröffnete die Station am 30. Juni 1900 im Rahmen der Inbetriebnahme der Strecke Bank–Shepherd’s Bush. Das Stationsgebäude hatte Harry Bell Measures entworfen. In dieser Zeit wurden die einzelnen Linien noch von konkurrierenden Unternehmen betrieben und so ergab es sich, dass die verschiedenen Linien zwar Stationen in unmittelbarer Nähe hatten, diese jedoch nicht miteinander verbunden waren. Zum Umsteigen musste man sich grundsätzlich auf Straßenebene begeben.
Schon vor der Zusammenführung der einzelnen Unternehmen zum London Passenger Transport Board stand ein Umbau der Station British Museum an. Die Möglichkeit eines unterirdischen Verbindungstunnels wurde erwogen, doch die Idee scheiterte an der Komplexität des Tunnelbaus zwischen beiden Stationen und des langen Fußweges (damals dachte man noch nicht an Rollbänder). Die Station Holborn war besser positioniert als British Museum, weil dort auch bessere Umsteigemöglichkeiten zur Straßenbahn bestanden. So fiel der Beschluss, bei Holborn zusätzliche Bahnsteige der Central Line zu errichten. Die Station British Museum wurde am 24. September 1933 geschlossen, die neuen Bahnsteige bei Holborn nahmen den Betrieb am darauf folgenden Tag auf.
Das britische Verteidigungsministerium nutzte die nun für den Fahrgastverkehr geschlossene Station bis in die 1960er Jahre für Verwaltungszwecke und als Notfall-Kommandoposten. Heute kann sie nach dem Abriss des oberirdischen Stationsgebäudes im Jahr 1989 nicht mehr betreten werden. Die Bahnsteige, die von den vorbeifahrenden Zügen aus noch immer sichtbar sind, werden als Lagerplatz für Schwellen verwendet.